# Peter Brook
Peter Brook (London, 1925. március 21. – Párizs, 2022. július 2.) angol színházi és filmrendező. A színházművészet egyik legnagyobb alakja a 20. század második felében.

## Élete és színpadi munkássága
Teljes nevén Peter Stephen Paul Brook Angliában született litván zsidó származású szülők gyermekeként, akik a század első évtizedének végén hagyták el Oroszországot. Apja a liège-i egyetemen villamosmérnökként végzett, anyja a kémiai tudományok doktora, kutatóvegyész volt. Az első világháború végén telepedtek le Angliában.
A fiatal Peter már gyerekkorában rajongott a filmekért és színházért, később Oxfordban lett egyetemista, ahol 1942-ben egy amatőr társulattal színre vitte Marlowe Doktor Faustus című művét. Ezt a következő évben Londonban is megrendezte. Több kisebb társulattal dolgozott együtt, mikor Sir Barry Jackson, a neves színházigazgató meghívta birminghami társulatához G. B. Shaw: Ember és felsőbbrendű ember című vígjátékának rendezésére, majd a stratfordi Shakespeare Színház igazgatójaként megbízta a Felsült szerelmesek (Lóvátett lovagok) színpadra állításával. A rendező ekkor huszonnégy éves volt, Jackson úgy nevezte: „a legfiatalabb földrengés".
1947 és 1950 között produkciós rendező volt a Covent Gardenben. Itt mutatta be Strauss Salome című munkáját, amely rendkívül vitatott lett és amelyhez Salvador Dalí díszleteit használta fel. Ugyancsak itt vitte színre Puccini Bohéméletét is, amelyhez 1899-es díszleteket használt. 1951-ben megnősült és feleségül vette Natasha Parry-t, akitől egy kislánya született.
Egy ember mozdulatlanul áll a színpadon, és magára vonja a figyelmünket. A másiknak nem sikerül ugyanez. Nekem csak ez a különbség számít. Mi ez a különbség? Mit jelent kémiailag, pszichikailag, fizikailag? A sztár kézjegyét? Egyéniséget? Nem. Ez így túl egyszerű lenne. Nem ez a válasz. Nem tudom, mi a válasz. De azt tudom, hogy itt, az előbbi kérdésre adott válaszban találhatjuk meg egész művészetünk kiindulópontját.
Brook az 50-es és 60-as években sokat vendégeskedett Párizsban és New York-ban, ahol több mint félszáz drámát, hét operát és több filmet is rendezett. 1961-ben rendezte meg a Lear király-t, Paul Scofielddal a címszerepben; ez az előadás a korszak Shakespeare-színjátszásának megújító eseménye lett. A társulat 1963-as vendégjátéka idején nagy hatást gyakorolt a magyar színjátszásra is. Később elkészült a Lear filmváltozata. Brook színházi látásmódjára nagy hatással volt Antonin Artaud kegyetlen színháza, de azok a kísérleti színházak is, amelyek meghatározták a modern kori színjátszást, így Jerzy Grotowsky, Bertolt Brecht vagy Vszevolod Mejerhold teátruma. Ezenfelül nagy hatást gyakorolt rá G. I. Gurdjieff, Edward Gordon Craig és Matila Ghyka munkássága is.
1962-ben egy francia rendezővel együtt csatlakozott a Peter Hall vezette stratfordi Shakespeare Színházhoz társigazgatóként, a társulat később felvette a Royal Shakespeare Company nevet. A kísérleti színházi társulat nevéhez fűződik Peter Weiss Marat/Sade művének színre vitele. Jean-Paul Sartre a produkciót fordulópontnak nevezte egy új színháztípus felé vezető úton. Brook hangsúlyt helyez a látvány, a színpadtér és a fénydramaturgia megújítására. Ebben támaszkodik az ókori színjátszásra csakúgy, mint a modern korira. Fontosnak tartja az üres teret, amelyet fontos alapnak tekint. Esztétikáját az 1968-ban megjelent Az üres tér c. könyve foglalja össze. Ebben a színházesztétika alapműben saját tapasztalataira hagyatkozva áttekinti kora színházát és általános tézisekkel, valamint gyakorlati útmutatással egyaránt szolgál. Brook azt a fajta színházat favorizálja, amely eltünteti a határt a néző a színpad közt és amely mintegy bevonja a nézőt, részesévé teszi a darabnak. Ugyanakkor azt is fontosnak véli, hogy a mű reflektáljon a modern ember problémáira.
Sikeres rendezése volt még Shakespeare: Vihar c. műve, továbbá a Szentivánéji álom, amellyel ellátogatott több országba, köztük Budapestre is a 70-es években. Ebben az előadásban egyszerre tud érvényesülni két eszménye Brook-nak, a nyers és a szent, azaz a szent költészetet és az Erzsébet kori Anglia nyers világát. Ugyancsak ehhez az időszakhoz köthető a szúfi mese, A madarak tanácskozása előadása, amelyet improvizációkkal adtak elő mozgással, madárhangutánzással, afrikai dalok felhasználásával. 1974-ben a párizsi Bouffes du Nord épülete lett Brook székhelye, amely ma is működik, befogadó színházi jelleggel is. Ide kötődik Alfred Jarry: Übü király című komédiájának bemutatója. Itt készültek mintegy 10 éven keresztül az indiai hőseposz, a Mahábhárata színházi bemutatójára is. Végül egy kilencórás darab, majd egy hatórás film született ennek eredményeként. Brook a műalkotás kedvéért nemzetközi stábbal dolgozott, mert mint mondta: "Ha kicsiben sikerül megvalósítani az egységet, akkor van remény."

## Filmjei
- Koldusopera (1953)
- Moderato cantabile (1960)
- A legyek ura (1963)
- Valkűrök lovaglása (1967)
- Marat/Sade (1967)
- Hazudj nekem! (1968)
- Lear király (1971)
- Találkozások rendkívüli emberekkel (1979)
- Szeget szeggel (1979)
- La Cerisaie (1982)
- Carmen tragédiája (1983)
- A Mahábhárata (1989)
- Hamlet tragédiája (2002)

## Magyarul megjelent művei
- Az üres tér; ford. Koós Anna, utószó Lengyel György; Európa, Budapest, 1973 (Modern könyvtár)
- Időfonalak; ford. Lengyel Ágnes, utószó, jegyz. Lengyel György; Európa, Budapest, 1999
- Változó nézőpont. Írások, 1946-1987; ford. Dobos Mária; Orpheusz–Zugszínház, Budapest, 2000

## Fordítás
- Ez a szócikk részben vagy egészben a Peter Brook című angol Wikipédia-szócikk ezen változatának fordításán alapul.  Az eredeti cikk szerkesztőit annak laptörténete sorolja fel. Ez a jelzés csupán a megfogalmazás eredetét és a szerzői jogokat jelzi, nem szolgál a cikkben szereplő információk forrásmegjelöléseként.